# Gunnar Wennerberg den äldre
Gunnar Wennerberg, född 16 maj 1782 i Norra Björke, (Östra Tunhems socken enligt SDB),  död 16 maj 1860 i Lidköping, var en svensk präst. Han var far till skalden och ämbetsmannen Gunnar Wennerberg och till konstnären och godsägaren Brynolf Wennerberg den äldre.

## Biografi
Wennerberg var av bondesläkt och blev student vid Lunds universitet 1800 och  magister 1805. Han erhöll en docentur i österländska språk 1807 men förordnades till lärare vid Gustafsbergs barnhus utanför Uddevalla. Han prästvigdes samma år och avlade pastoralexamen 1810. Han blev kyrkoherde i Lidköping 1815 och kontraktsprost 1824 och utnämndes till kommendör av Nordstjärneorden 1856.

### Familj
Wennerberg gifte sig 1816 med Sara Margareta Klingstedt. De fick tillsammans barnen statsrådet Gunnar Wennerberg (född 1817), Sara Gunilda Wennerberg (född 1821) som var gift med kyrkoherden O. Warholm i Vånga församling, artisten Brynolf Wennerberg (född 1824) och Sara Euphros Gunilda Wennerberg (född 1825) som var gift med majoren greve Axel Rudenschöld.
Wennerberg och hans fru är begravda på Norra begravningsplatsen i Lidköping.